# Lasioglossum acherontion
Lasioglossum acherontion is een vliesvleugelig insect uit de familie Halictidae. De wetenschappelijke naam van de soort is voor het eerst geldig gepubliceerd in 1978 door Ebmer.